# Iosif Ivanovici
Iosif Ivanovici (født 1845 i Timișoara - død 4. oktober 1902 i Bukarest) (også Ion eller Ivan Ivanovici og Jovan Ivanović) var en rumænsk dirigent for militærorkester og komponist af transsylvansk/serbisk oprindelse. Han huskes i vore dage kun for valsen Valurile Dunării (Donaubølger) fra 1880, der tog publikum med storm ved verdensudstillningen i Paris i 1889; men han komponerede over 350 stykker dansemusik, som i samtiden blev publiceret af mere end 60 forlag over hele verden. 
Som musiker beherskede Ivanovici flere instrumenter, blandt andet fløjte og klarinet.

## Værker
- Souvenir Moskau (Souvenir from Moscow) Waltz
- Erzherzog Carl Ludwig March, Op. 129
- La Serenade
- The Daughter of the Boatman, or Schiffers Tochterlein (La Fille du Marin)
- Seufzer Waltz (Sigh Waltz)
- Sinaia Waltz
- Szerenade Zigeuneren (Gypsy Serenade)
- Carmen Sylva Waltz from 1892
- Mariana Polka
- Romania's Heart Waltz, Op. 51
- Incognito Waltz
- Abschied von Focsani March (Farewell to Focsani March)
- Vision de l'Orient Waltz (Vision of the East), Op. 147
- Meteor Waltz
- Im Mondenglanz Waltz (Moonglow Waltz), Op. 122
- Magic of the Mountains Waltz
- Liebes Klange Polka (Love of Music Polka)
- Storm Galopp
- Wild Flowers Waltz
- Abendtraume Polka-Mazurka (Evening Dream Polka-Mazurka)
- Agatha Waltz
- Der Liebesbote Waltz (Messenger of Love Waltz), Op. 136
- Easy, like a Dream, also known as Legere, comme un reve in French and Leicht, wie der Traum in German
- Poker Polka, Op. 123
- Am Hofe der Czarin Waltz (In the Courts of the Princess Waltz), Op. 124
- Die Ballkönigin Waltz (King of the Ball Waltz), Op. 127
- Goldene Stunden Waltz (Golden Hours Waltz), Op. 128 from 1893
- Céline Polka-Mazurka, Op. 130
- Natalia Waltz, Op. 134
- Beim Pfanderspiel Polka, Op. 137
- Bluthenzauber Waltz, Op. 149
- Lieb' um Liebe Waltz (Love for Love Waltz), Op. 155
- Alina Waltz
- Amalia Waltz
- Life in Cyprus
- Souvenir de Brăila Quadrille
- Aurel Waltz
- Cleopatra Waltz
- Elena Polka-Mazurka
- Farmecul Pelesului
- Fata pescarului
- Frumoasa romanca Waltz
- Frumosii ochi albastri Song
- Hora micilor dorobanti
- Herzliebchen Waltz
- Kalinderu March
- La balul curtii Mazurka
- Luceafarul Waltz
- Military March
- Marsul Carol
- L'Odalisque Polka-Mazurka
- Pe Dunare Mazurka
- Placerea balului Mazurka
- Porumbeii albi
- Die Konigin des Morgens or The Queen of the Morning
- Rosina Polka from 1902
- Sarba motilor
- Suvenire Quadrille
- Maus Polka or Mouse Polka
- Tatiana Waltz
- Roses from the Orient Waltz
- Viata la Bucuresti Waltz
- Visuri de aur Waltz
- Zana Dunarii
- Anniversary Waltz
- Bavarian Ländler
- Kaiserreise or Voyage Imperial March
- La Bella Roumaine Waltz from 1901
- Donauwellen